# Van Hollandse Bodem
Van Hollandse Bodem is een Nederlands televisieprogramma waarin 8 koppels in hun eigen moestuin groente gaan kweken. De duo's moeten met een door de jury -  bestaande uit Chef-kok Jonathan Karpathios en prijswinnende tuinder Dieneke Klompe - geselecteerde groente een gerecht maken. Het televisieprogramma speelt zich af rondom Kasteel Amerongen. Het programma wordt gepresenteerd door Tooske Ragas en wordt uitgezonden door de EO op NPO 1.

## Deelnemers
| #   | Naam          | Naam                   | Afgevallen in |
| #   | Deelnemer 1   | Deelnemer 2            | Afgevallen in |
| --- | ------------- | ---------------------- | ------------- |
| 1   | Lonneke (46)  | Gerdie Marian (48)     | -             |
| 2/3 | Saskia (35)   | Remon (29)             | Afl. 6        |
| 2/3 | Guusje (23)   | Joop (56)              | Afl. 6        |
| 4   | IJsbrand (63) | Francisca (63)         | Afl. 5        |
| 5   | Bianca (40)   | Marc (43)              | Afl. 4        |
| 6   | Naomi (48)    | Zara (16) / Jelle (19) | Afl. 3        |
| 7   | Björn (17)    | Thijme (19)            | Afl. 2        |
| 8   | Hanne (28)    | Hylke (35)             | Afl. 1        |

## Afleveringen
| Nr. | Titel        | Hoofdgroente 1 | Hoofdgroente 2 | Kijkcijfers | Uitzenddatum  |  |
| --- | ------------ | -------------- | -------------- | ----------- | ------------- |  |
| 1   | Aflevering 1 | Bonen          | Kool           | 857.000     | 12 maart 2015 |  |
| 2   | Aflevering 2 | Wortel         | Tomaat         | 922.000     | 19 maart 2015 |  |
| 3   | Aflevering 3 | Aardappel      | Aardbei        | 843.000     | 26 maart 2015 |  |
| 4   | Aflevering 4 | Biet           | Courgette      | 734.000     | 9 april 2015  |  |
| 5   | Aflevering 5 | Uien           | Aubergine      | 765.000     | 16 april 2015 |  |
| 6   | Finale       | Maïs           | Pompoen        | 650.000     | 23 april 2015 |  |